# Jean IV de Gaète
Jean IV de Gaète (mort en avril ou août 1012) est le fils aîné de Jean III de Gaète nommé duc de Gaète, associé en 991 alors qu'il est encore très jeune ; il est toujours mineur en 994, il succède à son père en 1008 ou 1009 pour un bref règne de quatre années.

## Biographie
Jean épouse Sichelgaite, fille de Jean IV de Naples et sœur de Serge IV. À sa mort il laisse un fils peut-être 
posthume, sous la régence de sa mère, Émilie. Son frère Léon intrigue pour s'emparer de la régence et ensuite pour usurper le trône du jeune Jean V.

## Sources
- (it) Cet article est partiellement ou en totalité issu de l’article de Wikipédia en italien intitulé « Giovanni IV di Gaeta » (voir la liste des auteurs).
- (en) F.M.G. LORDS of GAETA, DUKES of GAETA 867-[1032 (FAMILY of DOCIBILIS) ]